# Danza nuziale

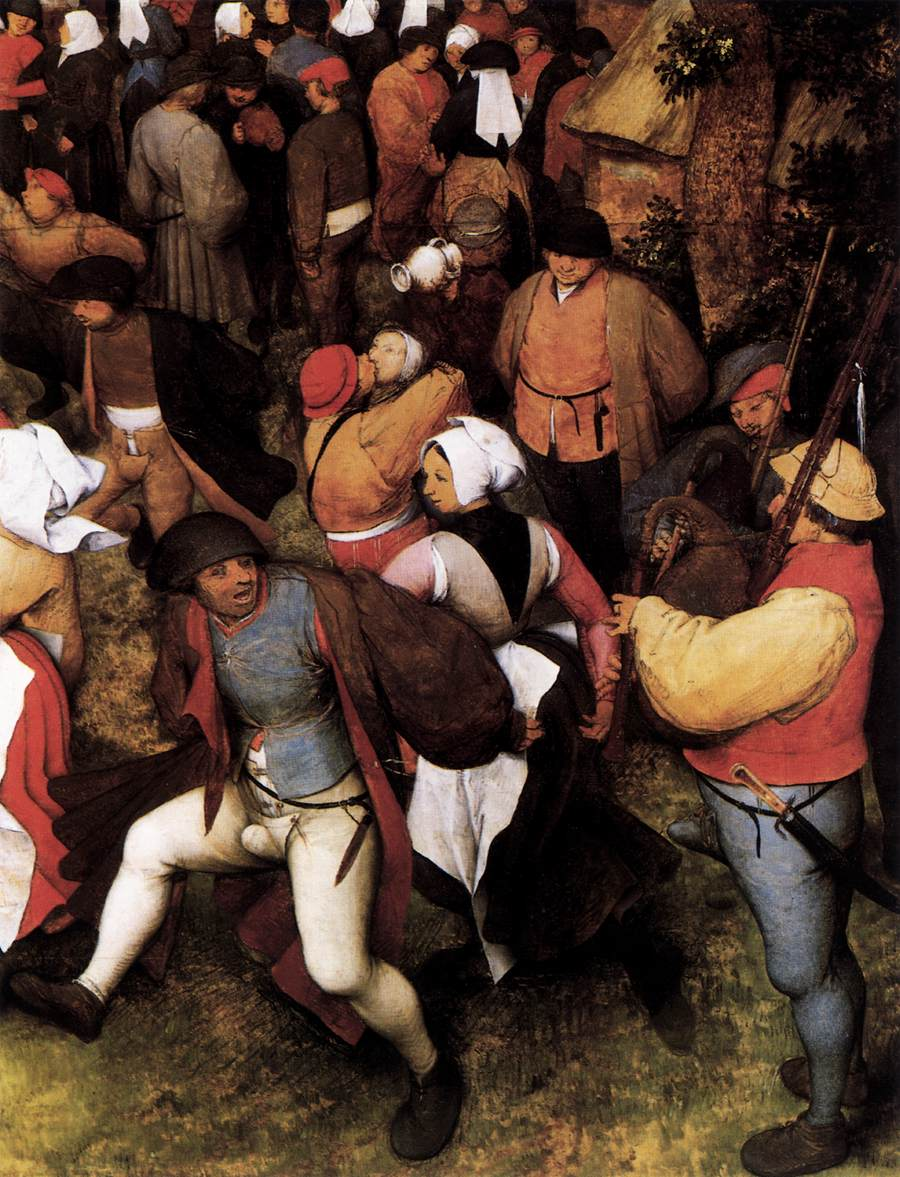
Dettaglio

La Danza nuziale è un dipinto a olio su tavola (119x157 cm) di Pieter Bruegel il Vecchio, datato 1566 e conservato nel Detroit Institute of Arts. Vi si legge "M.D.LXVI".

## Storia
Nel 1930 l'opera, in cattive condizioni, passò sul mercato antiquario inglese. Fu considerata una copia da un originale perduto finché il restauro del 1941 non ne confermò l'autografia.
Stando alla data, l'opera procede di poco altre due tavole a soggetto nuziale: il Corteo, il Banchetto e la Danza di contadini, la prima a Bruxelles, le seconde a Vienna. Il lavoro inaugurò quindi probabilmente la serie sulla vita contadina, ed ebbe un notevole successo, come testimoniano le numerose copie conosciute.

## Descrizione e stile
In una radura al centro di un villaggio è ambientata una frenetica festa nuziale, rappresentata con l'orizzonte altissimo, che si trova vicino al bordo della tavola. Tutta la superficie è quindi dedicata alla rappresentazione dei personaggi, disposti con equilibrio. Numerose coppie si tengono per le braccia, alzandole al cielo, al suono della zampogna suonata dall'uomo panciuto, in primo piano a destra. Le coppie in primo piano fanno passi di danza diversi, ma sempre molto concitati, e sulla destra una si scambia anche un bacio.
L'artista dimostrò tutto il suo interesse verso il mondo rurale della sua terra natale, divertendosi a rappresentare nel dettaglio la giornata di festa e il divertimento frenetico, con accenti anche caricaturali. Vi si vedono persone che si affollano fuori da una capanna, probabile sede del banchetto nuziale, altre che mangiano, che brindano o che fanno scherzi. Pare quasi di percepire l'atmosfera gioiosa e la musica ritmata, grazie al dinamismo della scena. Dominano i toni caldi del rosso, del giallo e del bruno, sui quali spiccano i bianchi delle cuffie e dei grembiuli delle donne.